# Jean Mariolle
Pour les articles homonymes, voir Mariolle.
Jean Mariolle, né le 11 avril 1927 à Paris 14e et mort le 30 août 2003 à Charenton-le-Pont, est un ancien criminel français, auteur d’un roman policier.

## Biographie
Trafiquant et criminel parisien actif pendant les années 1960, il découvre la littérature en prison. Aidé par Louis Salinas, il écrit un unique roman nommé Les Louchetracs qui est publié dans la collection Série noire en 1969.  Fortement empreint d’argot et partiellement auto-biographique, ce titre est réédité en 2009 par La Manufacture des livres. 

## Œuvre
- Les Louchetracs, Gallimard, Série noire no 1255, 1969, réédition La Manufacture des livres, 2009.

## Source
- Claude Mesplède  et Jean-Jacques Schleret (Éd. rév. de: SN, voyage au bout de la Noire), Les auteurs de la Série noire, 1945-1995, Nantes, Joseph K, coll. « Temps noir », 1996, 627 p. (ISBN 978-2-910-68611-6, OCLC 300207570), p. 327.